# Biotrauma
Aunque el término se ha usado ocasionalmente de otras maneras, en la literatura médica, el biotrauma se define generalmente como una respuesta inflamatoria grave producida en los pulmones de los pacientes que respiran por medio de un ventilador mecánico durante un largo período de tiempo. El término fue acuñado en un artículo de 1998 por LN Tremblay y AS Slutsky, titulado Lesión inducida por ventilador: desde barotrauma hasta biotrauma. El mensaje de ese artículo fue que el barotrauma causado por los diferenciales de presión es solamente uno de los varios tipos de daño pulmonar que puede producir un ventilador.